# Benvenuto Cellini
Benvenuto Cellini (italijanska izgovorjava: [beɱveˈnuːto tʃelˈliːni]), italijanski zlatar, kipar in pisatelj, * 3. november 1500, † 13. februar 1571
Njegova najbolj znana ohranjena dela so Cellinijeva solnica, kip Perzej z Meduzino glavo in njegova avtobiografija, ki je bila opisana kot »eden najpomembnejših dokumentov 16. stoletja«.

## Življenjepis

### Mladost
Benvenuto Cellini se je rodil v Firencah v današnji Italiji. Njegova starša sta bila Giovanni Cellini in Maria Lisabetta Granacci. Pred rojstvom prvega otroka sta bila poročena 18 let. Benvenuto je bil drugi otrok v družini. Cellinija, sin glasbenika in izdelovalca glasbil, je silili v glasbo, a ko mu je bilo petnajst let, je oče nerad privolil v vajenca pri zlatarju Antoniu di Sandru z vzdevkom Marcone. Pri 16 letih je Benvenuto že pritegnil pozornost v Firencah, ko je sodeloval v prepiru z mladostnimi tovariši. Bil je izgnan za šest mesecev in je živel v Sieni, kjer je delal za zlatarja po imenu Fracastoro (ni v sorodu z veronskim polihistorjem). Iz Siene se je preselil v Bologno, kjer je postal bolj izpopolnjen igralec korneta in flavte ter napredoval kot zlatar. Po obisku Pise in dveh obdobjih življenja v Firencah (kjer ga je obiskal kipar Torrigiano) se je pri devetnajstih preselil v Rim.

### Delo v Rimu
Njegova prva dela v Rimu so bila srebrna skrinjica, srebrni svečniki in vaza za škofa iz Salamance, kar mu je prineslo odobritev papeža Klemena VII. Drugo slavno delo iz Rima je zlati medaljon Leda in labod, izdelan za Gonfaloniere Gabbriello Cesarino, ki je zdaj v Museo Nazionale del Bargello v Firencah. Ponovno je prevzel tudi kornet in bil imenovan za enega od papeževih dvornih glasbenikov.
V napadu na Rim sil Karla V., cesarja Svetega rimskega cesarstva pod poveljstvom Karla III., vojvode Bourbonskega in francoskega poveljnika, se je Cellinijev pogum izkazal za pomembno službo papežu. Po Cellinijevih lastnih poročilih je ustrelil in ranil Philiberta Châlonskega, oranskega princa  (in domnevno  ustrelil in ubil Karla III., kar je povzročilo plenjenje Rima). Njegov pogum je pripeljal do sprave s firenškimi sodniki  in kmalu se je vrnil v svoje rojstno mesto Firence. Tu se je posvetil izdelovanju medalj, od katerih sta bolj znani Herkul in Nemejski lev, v zlati repousu, in Atlas, ki podpira sfero, v brušenem zlatu, slednja je nazadnje prišla v last Franca I. Francoskega.
Iz Firenc je odšel na dvor vojvode Mantove in nato nazaj v Firence. Po vrnitvi v Rim se je zaposlil pri izdelavi nakita in izdelovanju matric za zasebne medalje in za papeško kovnico. Leta 1529 je njegov brat Cecchino ubil kaplarja rimske straže, nato pa ga je ranil arkebuzar, ki je pozneje zaradi rane umrl. Kmalu zatem je Benvenuto ubil bratovega morilca - dejanje krvnega maščevanja, ne pa pravičnosti, saj Cellini priznava, da je bratov morilec deloval v samoobrambi. Cellini je pobegnil v Neapelj, da bi se skril pred posledicami prevare z notarjem Ser Benedettom, ki ga je ranil. Z vplivom več kardinalov je Cellini dosegel pomilostitev. Našel je naklonjenost novega papeža Pavla III., kljub novemu umoru med vladavino tri dni po smrti papeža Klemena VII. septembra 1534. Četrta žrtev je bil rivalski zlatar, Pompeo iz Milana.

### Ferrara in Francija
Naklepi Piera Luigija Farneseja so vodili do Cellinijevega umika iz Rima v Firence in Benetke, kjer je bil sprejet z večjo častjo kot prej. Pri 37 letih so ga po vrnitvi z obiska na francoskem dvoru zaprli zaradi (očitno lažne) obtožbe, da je med vojno poneveril dragulje papeževe tiare. Zaprli so ga v Angelski grad, pobegnil je, bil ponovno ujet in so z njim ravnali zelo strogo; vsakodnevno je pričakoval smrt na odru. Medtem ko je bil leta 1539 zaprt, je bil Cellini tarča poskusa atentata ali umora z zaužitjem diamantnega prahu; poskus ni uspel, saj je bil namesto tega uporabljen nediamantni dragulj. Posredovanje žene Piera Luigija in zlasti kardinala d'Esteja iz Ferrare je na koncu zagotovilo Cellinijevo izpustitev, v zahvalo za kar je d'Esteju podaril čudovito skodelico.
Cellini je nato delal na dvoru Franca I. v Fontainebleauju in Parizu. Znano je, da je Cellini nekaj svojih modelov vzel za ljubice, leta 1544 pa je imel z eno izmed njih, ko je živel v Franciji, nezakonsko hčer, ki jo je poimenoval Costanza. Cellini je menil, da je vojvodinja d'Étampes nastrojena proti njemu, in se ni hotel pomiriti s kraljevimi favoriti. Svojih sovražnikov ni mogel več utišati z mečem, kakor je utišal tiste v Rimu.

### Vrnitev v Firence in smrt
Po nekaj letih produktivnega dela v Franciji, a obseden s skoraj nenehnimi poklicnimi konflikti in nasiljem, se je Cellini vrnil v Firence. Tam se je znova preizkusil kot zlatar in bil toplo sprejet pri vojvodi Cosimu I. Medičejskem – ki ga je povzdignil na položaj dvornega kiparja in mu podaril elegantno hišo na Via del Rosario (kjer je Cellini zgradil livarno), z letno plačo dvesto skudijev. Poleg tega mu je Cosimo naročil izdelavo dveh pomembnih bronastih skulptur: doprsnega kipa sebe in Perzej z Meduzino glavo (ki naj bi ga postavili v Loggia dei Lanzi v središču mesta).
Leta 1548 je ženska po imenu Margherita obtožila Cellinija, da je zagrešil sodomijo s svojim sinom Vincenzom, zato je Cellini začasno pobegnil, da bi poiskal zatočišče v Benetkah. To ni bilo niti prvič niti zadnjič, da je bil Cellini vpleten v sodomijo (enkrat z žensko in vsaj trikrat z moškimi v svojem življenju), kar ponazarja njegova homoseksualna ali biseksualna nagnjenja. Na primer, prej kot mladenič je bil leta 1523 obsojen na plačilo 12 staijev moke zaradi razmerja z drugim mladeničem po imenu Domenico di Ser Giuliano da Ripa. Medtem ga je v Parizu nekdanji model in ljubica obtožila, da jo uporablja »po italijanski modi« (tj. sodomija).
Med vojno s Sieno leta 1554 je bil Cellini imenovan za krepitev obrambe svojega rodnega mesta, in čeprav so njegovi vojvodski pokrovitelji z njim precej slabo ravnali, je še naprej pridobival občudovanje sodržavljanov z veličastnimi deli, ki jih je ustvaril. Glede na Cellinijevo avtobiografijo se je v tem obdobju povečalo njegovo osebno rivalstvo s kiparjem Bacciom Bandinellijem. 26. februarja 1556 je Cellinijev vajenec Fernando di Giovanni di Montepulciano obtožil svojega mentorja, da ga je večkrat sodomiziral, medtem ko ga je »pet let držal v svoji postelji kot ženo«. Tokrat je bila kazen visokih 50 zlatih skudijev denarne kazni in štiri leta zapora, po zaslugi posredovanja Medičejcev spremenjena v štiri leta hišnega pripora. V javnem prepiru pred vojvodo Cosimom mu je Bandinelli zaklical Sta cheto, soddomitaccio! (Utihni, ti umazani sodomit!) Cellini je to opisal kot »grozo žalitev« in se temu poskušal nasmejati.
Po kratkem poskusu duhovniške kariere se je leta 1562 poročil s služabnico Piero Parigi, s katero je trdil, da ima pet otrok, od katerih sta ga preživela le sin in dve hčerki.
Imenovan je bil tudi za člana (Accademico) prestižne Accademia delle Arti del Disegno v Firencah, ki jo je 13. januarja 1563 pod vplivom arhitekta Giorgia Vasarija ustanovil vojvoda Cosimo I. Medičejski. Umrl je v Firencah 13. februarja 1571 in bil z velikim pompom pokopan v cerkvi Santissima Annunziata.

## Dela

### Kipi
Poleg svojih del v zlatu in srebru je Cellini izdelal skulpture večjega obsega. Eden glavnih projektov njegovega francoskega obdobja so verjetno Zlata vrata za Château de Fontainebleau. Samo bronasti timpanon tega nedokončanega dela, ki predstavlja Nimfo iz Fontainebleauja (Pariz, Louvre), še vedno obstaja, vendar je celoten vidik mogoče spoznati iz arhivov, pripravljalnih risb in zmanjšanih odlitkov.
- Cellinijev kip iz leta 1542, ki bi obdajal Nimfo de Fontainebleau
- Nimfa iz Fontainebleauja, Benevenuto Cellini, zdaj v Louvru (1542)
- Cellinijev kip iz leta 1542, ki bi obdajal Nimfo de Fontainebleau

Po vrnitvi iz Francije v rodno mesto Firence leta 1545 je Benvenuto ulil bronast doprsni kip Cosima I. Medičejskega, velikega vojvode Toskane. Na tem kipu je Cellini izdelal tri antropomorfne glave na vojvodovem oklepu. Prva od njih je »groteskna«, ki je na desnem ramenu Cosima. Okrasno glavo sestavljajo lineamenti satira, leva in človeka. Drugi dve glavi, precej manjši od prve in skoraj enaki, najdemo pod ključnicama na sprednji strani doprsja. Njegova najodličnejša skulptura je bronasta skupina Perzej z Meduzino glavo, delo (ki ga je prvi predlagal vojvoda Cosimo I.) zdaj v Loggia dei Lanzi v Firencah, njegov poskus, da bi presegel Michelangelovega Davida ter Donatellovo Judito in Holoferna. Ulivanje tega dela je Celliniju povzročilo veliko težav in skrbi, vendar so ga takoj, ko je bilo dokončano, razglasili za mojstrovino. Prvotni relief z vznožja podstavka – Perzej in Andromeda - je v Bargellu in je bil nadomeščen z ulitkom.
Do leta 1996 so stoletja izpostavljenosti onesnaženosti okolja na kipu naredile proge in pasove. Decembra 1996 so jo odstranili iz Loggie in prenesli v Uffizi na čiščenje in obnovo. To je bil počasen proces in obnovljeni kip ni bil vrnjen domov do junija 2000

### Dekorativna umetnost in portret
Med njegovimi umetninami, od katerih so mnoga propadla, so bili ogromen Mars za vodnjak v Fontainebleauju in bron na vratih, kovanci za papeško in florentinsko državo, srebrni Jupiter v naravni velikosti in bronasti doprsni kip Binda Altovitija. Dela dekorativne umetnosti so cvetočega stila.
Poleg bronastega kipa Perzeja in prej omenjenih medaljonov obstajajo umetniška dela kot medaljon Klemena VII. v spomin na mir med krščanskima knezoma leta 1530 z doprsnim kipom papeža na zadnji strani in figuro Mir, ki zažiga kup orožja pred Janusovim templjem, podpisano z umetnikovim imenom; Francova signirana portretna medalja; medalja kardinala Pietra Bemba in slavna solnica iz zlata, emajla in slonovine (znana kot Cellinijeva solnica ali Saliera), izdelana za Franca I. Francoskega na Dunaju. To zapleteno 26 cm visoko skulpturo, katere vrednost je bila konzervativno ocenjena na 58.000.000 šilingov, je naročil Franc I. Njeni glavni figuri sta gol morski bog in ženska, ki sedita drug nasproti drugega s prepletenimi nogami in simbolično predstavljata planet Zemljo. Saliera je 11. maja 2003 iz Umetnostnozgodovinskega muzeja ukradel tat, ki je splezal na odre in razbil okna, da bi vstopil v muzej. Tat je sprožil alarme, ki pa so bili prezrti kot lažni, tatvina pa je ostala neodkrita do 8.20 ure. 21. januarja 2006 je Saliero odkrila avstrijska policija in jo pozneje vrnila v Umetnostnozgodovinski muzej, kjer je zdaj ponovno na ogled v Kunstkammer. Eno pomembnejših Cellinijevih del s konca njegove kariere je bilo golo razpelo v naravni velikosti, izklesano iz marmorja. Čeprav je bilo prvotno namenjeno za postavitev nad njegovo grobnico, je bilo to razpelo prodano družini Medici, ki ga je dala Španiji. Danes je razpelo v samostanu El Escorial v bližini Madrida, kjer je bilo običajno razstavljeno v spremenjeni obliki – samostan je dodal ledjni predpasnik in trnovo krono. Za podrobne informacije o tem delu glejte besedilo Juana Lópeza Gajateja v razdelku Nadaljnje branje tega članka. Medtem ko je bil zaposlen v papeški kovnici v Rimu v času papeževanja Klemena VII. in kasneje Pavla III., je Cellini izdelal matrice za več kovancev in medalj, od katerih so nekatere še vedno ohranjene v tej zdaj propadli kovnici. Bil je tudi v službi Alessandra de Medici, prvega firenškega vojvode, za katerega je leta 1535 izdelal 40 soldi vreden kos z doprsnim kipom vojvode na eni strani in stoječima figurama svetnikov Kozme in Damjana na drugi. Nekateri poznavalci njegovi roki pripisujejo več plošč, Jupiter zdrobi velikane, Boj med Perzejem in Finejem, Pes itd. Druga dela, kot je prikazani portretni doprsni kip, niso neposredno pripisana, temveč so pripisana njegovi delavnici.

### Izgubljena dela
Pomembna dela, ki so propadla, vključujejo nedokončan kelih, namenjen Klementu VII.; zlato ovitek za molitvenik kot darilo papeža Pavla III. Karlu V., cesarju Svetega rimskega cesarstva, oboje je podrobno opisano v njegovi avtobiografiji; veliki srebrni kipi Jupitra, Vulkana in Marsa, ustvarjeni za Franca I. med njegovim bivanjem v Parizu; doprsni kip Julija Cezarja; in srebrno skodelico za kardinala Ferrare. Čudovit zlati "gumb" ali morse (zaponka za ogrinjalo), ki ga je izdelal Cellini za ogrinjalo Klementa VII., tekmovanje za katerega je tako slikovito opisano v njegovi avtobiografiji, pa je, kot kaže, žrtvoval papež Pij VI. številni drugi neprecenljivi primerki zlatarske umetnosti, pri opremljanju 30 milijonov frankov, ki jih je zahteval Napoleon I. ob zaključku pohoda proti Papeški državi leta 1797. Po določilih pogodbe je papež smel plačati tretjino tega zneska. vsota v krožniku in draguljih. V tiskarni Britanskega muzeja so tri akvarelne risbe tega čudovitega morsa F. Bertolija, narejene na vztrajanje Angleža po imenu Talman v prvi polovici 18. stoletja. Sprednja in zadnja stran, kot tudi rob, so narisani v polni velikosti, poleg tega pa je mors z dragimi kamni, vgrajenimi vanj, vključno z diamantom, ki je takrat veljal za drugega največjega na svetu, v celoti opisan.
The important works which have perished include the uncompleted chalice intended for Clement VII; a gold cover for a prayer book as a gift from Pope Paul III to Charles V, Holy Roman Emperor, both described at length in his autobiography; large silver statues of Jupiter, Vulcan and Mars, created for Francis I during his stay in Paris; a bust of Julius Caesar; and a silver cup for the cardinal of Ferrara. The magnificent gold "button", or morse (a clasp for a cape), made by Cellini for the cape of Clement VII, the competition for which is so graphically described in his autobiography, appears to have been sacrificed by Pope Pius VI, with many other priceless specimens of the goldsmith's art, in furnishing the 30 million francs demanded by Napoleon I at the conclusion of the campaign against the Papal States in 1797. According to the terms of the treaty, the pope was permitted to pay a third of that sum in plate and jewels. In the print room of the British Museum are three watercolour drawings of this splendid morse by F. Bertoli, done at the insistence of an Englishman named Talman in the first half of the 18th century. The obverse and reverse, as well as the rim, are drawn full size, and moreover the morse with the precious stones set therein, including a diamond then considered the second-largest in the world, is fully described.[12]

### Risbe in skice
Znane risbe in skice Benvenuta Cellinija so naslednje:
- Cellini, Benvenuto. Bradati mož. Recto. 28,3 x 18,5 cm. Papir, grafit. (1540–1543) (?) Kraljeva knjižnica, Torino.[30]
- Cellini, Benvenuto. Študija moškega, telesa in profila. Verso. 28,3 x 18,5 cm. Papir, grafit (1540–1543) (?) Kraljeva knjižnica, Torino.
- Cellini, Benvenuto. Naslikaj avtoportret. 1558–1560. Olje, papir lepljen na platno. 61 cm x 48 cm. Zasebna zbirka
- Benvenuto. Juno. Risanje na papir. Kabinet risb, muzej Louvre, Pariz
- Cellini, Benvenuto. Satir. 41 x 20,2 cm. Pero, črnilo. Narodna galerija umetnosti, Washington (iz zbirke Iana Woodnerja, New York)
- Cellini, Benvenuto. Študija za pečat Accademia del Disegno. 30 x 12,5 cm. Pero, rjavo črnilo. Louvre, Pariz
- Cellini, Benvenuto. Žalujoča ženska. 30 x 12,5 cm. Pero, rjavo črnilo. Muzej Louvre, Pariz

## V literaturi, glasbi in filmu

### Avtobiografija
Avtobiografija Benvenuta Cellinija se je začela leta 1558 v starosti 58 let in se nenadoma končala tik pred njegovim zadnjim potovanjem v Piso okoli leta 1563, ko je bil Cellini star približno 63 let. Spomini podrobno opisujejo njegovo edinstveno kariero, pa tudi njegove ljubezni, sovraštva, strasti in užitke, napisani v energičnem, neposrednem in živahnem slogu; kot je zapisal neki kritik: »Drugi zlatarji so opravili boljše delo, toda Benvenuto Cellini je avtor najbolj osupljive avtobiografije, kar jih je bilo kdaj napisano.« Cellinijevo pisanje kaže veliko samospoštovanje in samouveljavljanje, včasih pa se zaleti v ekstravagance, ki so nemogoče na kredit. Samozadovoljno piše celo o tem, kako je razmišljal o svojih umorih, preden jih je izvedel. O svojem času v Parizu piše:
 Ko so mi ti odvetniki poslali določene odločitve sodišča in sem zaznal, da je bil moj razlog neupravičeno izgubljen, sem se za svojo obrambo zatekel k velikemu bodalu, ki sem ga nosil; saj sem vedno z veseljem hranil dobro orožje. Prvi človek, ki sem ga napadel, je bil tožnik, ki me je tožil; in nekega večera sem ga tako hudo ranil po nogah in rokah, pri tem pa sem pazil, da ga ne ubijem, da sem mu odvzel uporabo obeh nog. Nato sem poiskal drugega kolega, ki je prinesel obleko, in ga uporabil tako modro, da jo je odvrgel. — The Autobiography of Benvenuto Cellini, Ch. XXVIII, translated by John Addington Symonds, Dolphin Books, 1961
Deli njegove pripovedi pripovedujejo o nekaterih izjemnih dogodkih in pojavih; kot so njegove zgodbe o pričaranju legije hudičev v Koloseju, potem ko je eno od njegovih ljubic od njega odpeljala njena mati; o čudoviti svetlobni avreoli, ki mu je obdajal glavo   ob zori in mraku po njegovem rimskem zaporu, in njegovih nadnaravnih vizijah in angelski zaščiti med to stisko; in da je bil zastrupljen ob dveh ločenih priložnostih.
Avtobiografijo so v angleščino prevedli Thomas Roscoe, John Addington Symonds, Robert H.H. Cust in Sidney J.A. Churchill (1910) in Anne Macdonell. Obravnavana in objavljena je bila kot klasika in običajno velja za eno bolj barvitih avtobiografij (zagotovo najpomembnejša avtobiografija iz renesanse).

### Druga dela
Cellini je pisal razprave o zlatarski umetnosti, o kiparstvu in oblikovanju.

### V delih drugih
Sledi seznam del, na katera je vplival Cellini ali se nanašajo nanj ali na njegovo delo:
- Cellinijevo življenje je navdihnilo francoskega zgodovinskega romanopisca Alexandra Dumasa, père. Njegov roman iz leta 1843 L'Orfèvre du roi, ou Ascanio temelji na Cellinijevih letih v Franciji, osredotočen pa je na Ascania, Cellinijevega vajenca. V romanu so značilni Dumasovi zapleti in spletke, ki v tem primeru vključujejo Cellinija, vojvodinjo d'Étampes in druge člane dvora. Cellini je prikazan kot strasten in težaven človek, ki ga pestijo nedoslednosti življenja pod »patronatom« lažnega in nekoliko ciničnega dvora. Ta roman je bil osnova za dramo Benvenuto Cellini Paula Meuricea iz leta 1852, ki je bila osnova za libreto Louisa Galleta za opero Ascanio Camilla Saint-Saënsa iz leta 1890.
- Rolex se je odločil poimenovati svojo linijo elegantnih ur iz plemenitih kovin po Celliniju, kolekcija Rolex Cellini pa se je začela leta 1928 in se nadaljuje še danes.
- Honoré de Balzac omenja Cellinijevo solnico v svojem romanu La Peau de chagrin iz leta 1831.
- Cellini je bil tema istoimenske opere Hectorja Berlioza, pa tudi druge z enakim naslovom Franza Lachnerja.
- Cellinijevo življenje je tema broadwayskega muzikala The Firebrand of Florence Ire Gershwina in Kurta Weilla.
- The Affairs of Cellini je komedija iz leta 1934, ki jo je režiral Gregory La Cava in v kateri igrajo Frank Morgan, Constance Bennett, Fredric March, Fay Wray in Louis Calhern. Film je priredila Bess Meredyth iz igre The Firebrand of Florence Edwina Justusa Mayerja.
- Cellinijevo življenje je občasna referenčna točka v spisih Marka Twaina. Tom Sawyer omenja Cellinijevo avtobiografijo kot navdih pri osvoboditvi Jima v Pustolovščinah Huckleberryja Finna. Cellinijevo delo je omenjeno tudi v The Prince and the Pauper v VII. poglavju: »Njegovo pohištvo je bilo vse iz masivnega zlata in okrašeno z motivi, zaradi katerih je bilo skoraj neprecenljivo, saj je bilo delo Benvenuta.«[33] In v Jenki iz A Connecticut Yankee in King Arthur's Court,, XVII. poglavje, Cellini je omenjen kot utelešenje brutalne, nemoralne, a vendarle globoko religiozne aristokracije.
- Herman Melville primerja svoj lik Ahaba, ob kapitanovem prvem nastopu, s Cellinijevo skulpturo v 28. poglavju Moby Dicka; »Njegova celotna visoka, široka oblika se je zdela izdelana iz trdnega brona in oblikovana v nespremenljivem kalupu, kot Cellinijev uliti Perzej.«
- Judy Abbott omenja Cellinijevo avtobiografijo v šolsko romantičnem romanu Jean Webster Daddy-Long-Legs.
- V romanu Les Misérables Victorja Hugoja Mariusovo poglavje vsebuje vrstico »Na galejah so Benvenuto Cellini, tako kot so Villoni v jeziku.«
- Življenje Cellinija je močno vplivalo tudi na nadrealističnega umetnika Salvadorja Dalíja, ki je osredotočil številne jedkanice in skice na njegove zgodbe in strasti.
- Cellinijeva avtobiografija je večkrat omenjena v Loitering With Intent Muriel Spark.
- Lois McMaster Bujold lik Prospera Beneforteja v svojem domišljijskem romanu iz leta 1992 The Spirit Ring ohlapno temelji na Celliniju in njegovih delih.[34]
- Ameriški pesnik Frank Bidart preučuje Cellinija v The Third Hour of the Night, dolgi pesmi iz njegove knjige Zvezdni prah iz leta 2005.
- Ian Fleming večkrat omenja Cellinija v svojih romanih o Jamesu Bondu. V drugem romanu o Jamesu Bondu, Živi in pusti umreti, zlobnež gospod Veliki pravi, da želi, da bi bili njegovi zločini »umetniško delo, ki nosi moj podpis tako jasno kot stvaritve, recimo, Benvenuta Cellinija.«[35] V sedmem romanu o Jamesu Bondu, Goldfinger, Bond pravi o naslovnem zlobnežu: »... Goldfinger je bil umetnik - znanstvenik v kriminalu, tako velik na svojem področju kot Cellini ali Einstein na svojem.«
- Leposlovna dela Cellinija so predstavljena v The Labours of Hercules Agathe Christie, v Rappaccinijevi hčerki Nathaniela Hawthorna; in film Dekle iz Missourija (1934).
- V The Medusa Amulet Roberta Masella (letnik 2011) Cellini ustvari grozeči amulet Medusa.
- Evelyn Anthony The Poellenberg Inheritance (1972) prikazuje izmišljeno Poellenberg Salt, ki jo je navdihnila Saliera.
- Cellini je omenjen v delu Georgea Orwella Down and Out in Paris and London, saj glavnega junaka spomni na natakarja kot dobrega človeka, ko ga človek spozna.
- Izmišljeni tajni agent Nick Carter ima 400 let star stiletto z bisernim ročajem, ki naj bi ga izdelal Cellini in je redno predstavljen v seriji romanov Nick Carter-Killmaster.
- Film Kako ukrasti milijon iz leta 1966 se osredotoča na poskuse lika Audrey Hepburn, da ukrade nazaj izmišljeni kipec Venere, ki naj bi ga izklesal Cellini, preden so umetniški konzervatorji v muzeju posodili, da odkrijejo, da je ponaredek, ki ga je v resnici izklesal njen dedek.[36]
- Celovečerna drama v štirih dejanjih Človek svojega časa (1923) avstralske dramaturginje Helen de Guerry Simpson 1897-1940 se v celoti ukvarja z Benvenutom Cellinijem 1500-1571.[37]